# Pär Hansson (musiker)
Pär Hansson är en svensk musiker och producent. Han var med och bildade Refused i januari 1992 tillsammans med Dennis Lyxzén, Jonas Lindgren och David Sandström. Hansson spelade gitarr i bandet och medverkade på skivorna This Is the New Deal (1993), Pump the Brakes (1993), This Just Might Be... the Truth (1994) och Everlasting (1994).
I juli 1994 slutade Hansson i bandet och gick istället till Abhinanda. Abhinandas gitarrist Kristofer Steen tog Hanssons plats i Refused. Samma år var Hansson med och startade bandet Final Exit, i vilket han spelade trummor under pseudonymen Sxe Guile.
1995 medverkade Hansson på Abhinandas EP Neverending Well of Bliss och Final Exits debutalbum Teg.
Året efter släppte han albumet Abhinanda med Abhinanda och Umeå med Final Exit. Samma år producerade han Doughnuts studioalbum Feel Me Bleed. 2007 medverkade han på Final Exits EP Too Late for Apologies.